# 楠悠
楠 悠（くすのき ゆう、1992年7月11日 - ）は、日本の歌手、アイドル、タレント。愛知県西尾市出身。駒澤大学卒業。愛称は「うーたん」「やなせ」「たかし」など。旧称・柳瀬 悠希（やなせ ゆうき）。

## 人物
- 6人家族。4人兄弟の次女。弟たちからは「ちーねぇ」と呼ばれている[1]。
- 小さい頃から芸能界に興味があった。愛知県立西尾東高等学校を卒業後、アニソン歌手を目指し上京。大学に通いながらレッスンを重ね都内でライブ活動をしていた。
- 夢はアニソン歌手になることと西尾市の観光大使になること[1]。
- 愛犬家。ペットのトト(♂)（ミニチュアダックスフンド ロングヘアー ブラックタン）モモ(♂)(チワックス)と暮らしている[1]。
- 実家で飼っている犬はひめちゃん（♀）、うたちゃん（♀）。
- 趣味は愛犬の写真を撮ること、不動産物件チェック。特技は剣道、裁縫（衣装も作れる）[1]。
- 好きな食べ物はケバブと最中。
- おカネ大好きというキャラを強調しているところから、これに因んでファンの集まりを Yanase Bank と称している。
- SIR卒業後は愛知県に戻っていたが、2022年9月末で所属事務所Emptyを退所、10月から再び東京に活動拠点を移し、併せて芸名を楠悠（くすのき ゆう）に改称した[2][3]。
- 2024年3月30日の「Nライブvol.20」をもって療養のためライブ活動をソロ・no conceptともに休止[4][5]。

## アイドルユニット
- サンスポアイドルリポーター（SIR、2016年1月～2020年1月）

2015年10月に応募者約320名の中からSIR5期候補生に選出された。候補生時のキャッチフレーズは「ゆうき凛々★魔性のブラックダイヤモンド」。その後3か月の活動（サバイバルレース）を経て、2016年1月にグランプリを獲得し、正規メンバーとなった。正規メンバーになってからのキャッチフレーズは「魅せる！媚びる！成し遂げる！怪盗ブラックダイヤモンド」。担当カラーは黒(ブラック)。
SIR1年目から持ち前のトーク力を活かし、ライブやイベントでMCを務めることが多かった。SIR2年目となった2017年3月にはチームDevilのリーダーに抜擢された。また同年6月に発表されたSIR総選挙の結果では人気投票で1位、総合で2位を獲得した。
7期生加入後、3年目となった2018年も新生チームDevilのリーダーに任命された。2018年総選挙では総合1位を獲得、2019年2月13日にリリースされた新曲「愛はほとんどお金で買える」でセンターを務めた。
8期生が加入した4年目の2019年は、3月で卒業した初代統括リーダー山下若菜より1月8日のライブ「歌駆変2018」ツアーファイナルで2代目統括リーダーに指名され、担当カラー赤を引き継いだ。統括リーダー就任後のキャッチフレーズは「一諾千金！伝説継承！完全無敵のサラブレッド！」。
2019年11月6日の渋谷club asiaでの定期公演にて2020年1月末をもってSIR卒業を発表、2020年1月29日の新宿ホリデーでの卒業公演をもってSIRを卒業した。卒業後の統括リーダーは6期生の西野亜弥、担当カラーの赤は9期生の林歩楓に引き継がれた。
- 楽遊アイドル部（2016年7月～2017年5月）

「楽遊アイドル広報部」として活動。楽遊IDOL PASS創刊からの活動を支えた。新メンバー加入に伴い、SIRとソロ活動に集中するため卒業。
- ギャンビーノ×2（読みは「ギャンビーノギャンビーノ」）

2023年5月5日にデビューしたロック系アイドルグループに薄紫（ラベンダー）担当として加入。10月15日のギャンフェスvol.6をもって活動を終了。
- no concept

2023年11月より紫担当として加入。

## 出演

### テレビ
- 「SIRオーディション〜5期生への道〜」（2015年11月～2016年1月、TOKYO MX)
- 「開店!SIRのパチスキ!」(2015年11月～2020年1月、TOKYO MX)
- 「楽遊の高層アイドル!!」(2017年4月～7月、TOKYO MX)
- 「チアアップ★インディーズK」（2023年11月9日、千葉テレビ放送）

### インターネット放送
- Ustream「パジャマでおじゃまちだ」（2014年4月〜12月）
- ニコニコ生放送「柳瀬教授のアイドル図鑑」（2015年1月〜、ニコニコ生放送公式チャンネル）
- SIRパチンコ放送局「新装開店!SIRの生パチ!」（2015年11月7日～ 、ニコニコ生放送公式チャンネル）
- 「ペーパーアイドル」（2016年7月9日～2020年1月、文化放送超!A&G+）

### ライブ
ソロワンマンのみ
- 柳瀬悠希聖誕祭『第一回チキチキ☆爆裂独演会』（2015年7月9日、四谷LIVE INN MAGIC）[17]
- 柳瀬悠希レコ発ソロワンマンライブ『Ecarlate』（2017年2月18日、四谷Honey Burst）[18]
- 柳瀬悠希 3rdワンマンライブ『YanaseBank生誕当日総会～レコ発もあるよ～』（2017年7月11日、aube渋谷）
- YanaseBank定例政策勉強会〜柳瀬悠希定期公演〜vol.1（2017年9月30日、日暮里プロモボックス）
- YanaseBank定例政策勉強会〜柳瀬悠希定期公演〜vol.2（2018年1月13日、日暮里プロモボックス）
- YanaseBank定例政策勉強会～柳瀬悠希定期公演～vol.3レコ発するのでチケット代はアレになりますSP（2018年5月24日、日暮里プロモボックス）
- 柳瀬悠希 4th生誕ソロワンマンライブ【WHEEL OF FORTUNE】（2018年7月16日、池袋LIVE INN ROSA）
- 柳瀬悠希 5th六周年ソロワンマンライブ【六周年、まだ叶えたい夢がある】（2020年2月23日、渋谷club asia）
- 柳瀬悠希8周年記念主催 【Eight Queen Octet】（2022年3月19日、巣鴨獅子王）

### 舞台
- 劇団パレイド旗揚げ公演「ぞでぃあっく＋」（2014年3月21～23日、阿佐ヶ谷アルシェ） - アストレイア 役
- 劇団パレイド第2回公演「ROSARY」（2014年10月8～13日、阿佐ヶ谷アルシェ） - 牧村雪乃 役
- RAVE☆塾Vol.1「Peace of Clan～七星のシンフォニア～」（2020年10月16～25日、築地本願寺ブディストホール） - Aチーム 村上調 役
- RAVE☆塾Vol.2「QUEEN DOM 文化女子の戦におけるかくも腹黒き百花繚乱戦国絵巻」（2021年5月無観客配信公演) - Bチーム 伊藤小梅 役

### ドラマ
- 「真夜中の闇にうごめく私は、寡黙な戦士」（2018年2月、スカパーch.663） -早瀬先生 役

## 作品

### CD
- Ecarlate（2017年2月18日）
- Glorious（2017年7月11日）
- Summer Summer Summer!!! (2021年7月11日)

### シングル
|     | 発売日        | タイトル         | 企画品番  | オリコン 最高位 |
| --- | ------------- | ---------------- | --------- | --------------- |
| 1st | 2018年7月11日 | WHEEL OF FORTUNE | RRER-0001 | 18位            |